# Reiner Pfisterer
Reiner Pfisterer (* 1967) ist ein deutscher Fotograf aus Bietigheim-Bissingen.
Bekannt wurde er unter anderem mit Arbeiten für Camouflage und Die Toten Hosen. Von 2010 bis 2020 arbeitete er mit dem Stuttgarter Kammerorchester und begleitete dieses regelmäßig zu Konzertreisen. Er engagiert sich für die Brenz Band und hat ein Buch über diese mitveröffentlicht. In seinem Projekt Die Rückkehr der Musik dokumentiert er die Entwicklung der Musikszene in Coronazeiten.

## Bücher
- 2004: Jetzt tanzen sie auf dem Kasernenhof.[7]
- 2006: Makel los: Die unglaubliche Geschichte der Brenz Band.[5]
- 2014: Musik, so vielfältig wie die Welt.[8]
- 2020: Gut gespielt ist nicht genug: Die Welt des Stuttgarter Kammerorchesters.[9]

## Ausstellungen
- 2003: musikmachtmenschen
- 2004: Poparchitektur
- 2004: anders sehen
- 2005: Kasernenalltag[10]
- 2006: faces
- 2006: Mensch sein – Mensch bleiben
- 2007: Thank you for your music
- 2008: all die ganzen Jahre
- 2009: Unterwegs... im Auftrag der Hosen[2]
- 2013/2014: seize your day
- 2016: Die Welt des Stuttgarter Kammerorchesters[11]
- 2018: Ludwigsburger Wohnzimmer
- 2019: Essen in Gesellschaft